# Рашка гора
Вижте пояснителната страница за други значения на Рашка.
Рашка гора е село и район в близост до Мостар в Босна и Херцеговина.
При преброяването през 1991 г. има 73 жители със сръбска и хърватска етническа принадлежност.